# Estádio das Antas
El Estadio das Antas era un estadio de Fútbol localizado en la ciudad de Oporto, Portugal. El estadio fue inaugurado el día 28 de mayo de 1952 por el entonces presidente portugués Francisco Craveiro Lopes y reemplazo al antiguo estadio Campo da Constituição. El estadio servía de local al equipo FC Porto.
El estadio originalmente contaba con una pista de atletismo que fue eliminada en 1986 aumentando la capacidad del estadio a 75,000 personas, hasta que en el año de 1997 se le pusieron asientos al estadio reduciendo su capacidad a 50,000 personas, el día 24 de enero de 2004 se jugó el último encuentro en el estadio sin embargo ya había sido inaugurado el Estádio do Dragão a tan solo unos metros del estadio.   

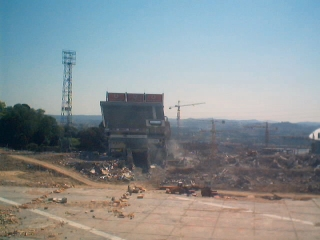
Demolición del estadio das Antas en 2004.

## Partidos de la Selección Portuguesa
La Selección de fútbol de Portugal disputó los siguientes partidos en este estadio entre 1952 y 2003.
| #   | Fecha                    | resultado | Oponente          | Competición                  |
| --- | ------------------------ | --------- | ----------------- | ---------------------------- |
| 1.  | 23 de noviembre de 1952  | 1–1       | Austria           | Amistoso                     |
| 2.  | 22 de mayo de 1955       | 3–1       | Inglaterra        | Amistoso                     |
| 3.  | 28 de junio de 1959      | 3–2       | Alemania Oriental | Eurocopa 1960                |
| 4.  | 15 de noviembre de 1964  | 2–1       | España            | Amistoso                     |
| 5.  | 24 de junio de 1965      | 0–0       | Brasil            | Amistoso                     |
| 6.  | 31 de octubre de 1965    | 0–0       | Checoslovaquia    | Clasificación World Cup 1966 |
| 7.  | 3 de julio de 1966       | 1–0       | Rumania           | Amistoso                     |
| 8.  | 12 de noviembre de 1967  | 2–1       | Noruega           | Clasificación Eurocopa 1968  |
| 9.  | 4 de mayo de 1969        | 2–2       | Grecia            | Clasificación World Cup 1970 |
| 10. | 12 de mayo de 1971       | 5–0       | Dinamarca         | Clasificación Eurocopa 1972  |
| 11. | 12 de noviembre de 1975  | 1–1       | Checoslovaquia    | Clasificación Eurocopa 1976  |
| 12. | 16 de octubre de 1976    | 0–2       | Polonia           | Clasificación World Cup 1978 |
| 13. | 15 de abril de 1981      | 1–1       | Bulgaria          | Amistoso                     |
| 14. | 20 de junio de 1981      | 2–0       | España            | Amistoso                     |
| 15. | 14 de octubre de 1984    | 2–1       | Checoslovaquia    | Clasificación World Cup 1986 |
| 16. | 11 de noviembre de 1987  | 0–0       | Suiza             | Clasificación Eurocopa 1988  |
| 17. | 17 de octubre de 1990    | 1–0       | Holanda           | Clasificación Eurocopa 1992  |
| 18. | 20 de febrero de 1991    | 5–0       | Malta             | Clasificación Eurocopa 1992  |
| 19. | 4 de septiembre de 1991  | 1–1       | Austria           | Amistoso                     |
| 20. | 11 de septiembre de 1991 | 1–0       | Finlandia         | Clasificación Eurocopa 1992  |
| 21. | 24 de febrero de 1993    | 1–3       | Italia            | Clasificación World Cup 1994 |
| 22. | 13 de octubre de 1993    | 1–0       | Suiza             | Clasificación World Cup 1994 |
| 23. | 3 de junio de 1995       | 3–2       | Letonia           | Clasificación Eurocopa 1996  |
| 24. | 3 de septiembre de 1995  | 1–1       | Irlanda del Norte | Clasificación Eurocopa 1996  |
| 25. | 21 de febrero de 1996    | 1–2       | Alemania          | Amistoso                     |
| 26. | 9 de noviembre de 1996   | 1–0       | Ucrania           | Clasificación World Cup 1998 |
| 27. | 7 de junio de 1997       | 2–0       | Albania           | Clasificación World Cup 1998 |
| 28. | 10 de octubre de 1998    | 0–1       | Rumania           | Clasificación Eurocopa 2000  |
| 29. | 28 de marzo de 2001      | 2–2       | Holanda           | Clasificación World Cup 2002 |
| 30. | 29 de marzo de 2003      | 2–1       | Brasil            | Amistoso                     |

## Partidos Eurocopa de Fútbol 1960
| 28 de junio de 1959                 | Portugal                  | 3:2 (1:0) | Alemania Democrática | Estádio das Antas, Oporto                                                   |                                                                             |
|                                     | Coluna 45', 62' Cavém 88' |           | Vogt 47' Kohle 72'   | Asistencia: 19.124 espectadores Árbitro(s): Juan Gardeazabal Garay (España) | Asistencia: 19.124 espectadores Árbitro(s): Juan Gardeazabal Garay (España) |
| Portugal ganó por 5-2 en el global. |                           |           |                      |                                                                             |                                                                             |